# Journal of Mathematical Physics
Journal of Mathematical Physics — англоязычный рецензируемый научный журнал, издаваемый Американским институтом физики с 1960 года.
В 2011 году журнал обладал импакт-фактором 1,291.

## О журнале
Журнал публикует статьи, посвящённые вопросам математической физики. Статьи появляются ежедневно в электронном виде на сайте и публикуются ежемесячно в печатном варианте.